# Sciapus luteus
Sciapus luteus är en tvåvingeart som beskrevs av Robinson 1975. Sciapus luteus ingår i släktet Sciapus och familjen styltflugor.
Artens utbredningsområde är Dominica. Inga underarter finns listade i Catalogue of Life.